# Jesús, el heredero
Jesús, el heredero fue una telenovela argentina emitida en el año 2004 por Canal Trece y producida por Central Park Producciones. Fue protagonizada por Joaquín Furriel y Malena Solda.

## Sinopsis
La  historia comienza hace 10 años. 
Dolores Díaz Rimini, es la suegra de Joaquín quien hoy por hoy administra la fortuna de Dolores. Fortuna que viene de generación en generación gracias a los viñedos que poseen en todo el mundo.
Joaquín está casado con Julia. Una chica de origen más humilde que jamás soñó con semejante fortuna. Cumplió su sueño de Cenicienta sin saber que al casarse con Joaquín, la esperarían años de indiferencia y destrato. 
Quedó presa de un matrimonio aparentemente perfecto pero que en la intimidad la sofocaba casi hasta la locura. Buscó tener hijos para refugiarse en ellos pero no, los hijos no llegaban. Y en su intento de vivir, en su intento de no morir de pena, comete el error de entregarse a otro hombre. Un empleado de Joaquín, raso, pobre y embaucador. Vive con el una aventura que le devuelve el alma. Las ganas de soñar y la sonrisa. Por esos días decide adoptar una criatura para completar su vida. 
Aunque nada fuera exactamente de ella, tendría el amor de un hombre afuera de su casa, y un bebé casi propio al cual cuidar. Así es que adopta a una bebé, Pilar. Pero como todo en la vida de Julia, esto también se convirtió en una trampa. Poco tiempo después de haber adoptado, queda embarazada. Joaquín no tiene dudas de que esos hijos no son suyos, ya que, aunque su vanidad le impidió confesarlo, hace años sabe que es estéril y sería imposible haber gestado un niño.

## Reparto
- Joaquín Furriel como Jesús Reyes/Sánchez Alé.
- Malena Solda como Pilar Sánchez Alé.
- Jorge Marrale como Joaquín Sánchez Alé.
- Emilia Mazer como Rocío.
- Mónica Galán (†) como Julia de Sánchez Alé.
- Nacho Gadano como Ramiro Suárez/Sánchez Alé.
- César Vianco como Federico.
- Lidia Catalano como Rita.
- Manuel Vicente como Victorio.
- Carlos Portaluppi como Fabián.
- Diana Lamas como Catalina.
- Agustina Lecouna como Rosario Sánchez Alé.
- Nicolás Scarpino como Ramón.
- Lara Ruiz como Norma.
- Luciana González Costa como Malena.
- Gabriela Sari como Bianca.
- Rodrigo Aragón como Javier.
- Osqui Guzmán como Santiago.
- Andrés D'Adamo como Marcos.
- Marcelo Mininno como Juan.
- Roly Serrano como Santino.
- Lydia Lamaison (†) como Doña Dolores Díaz Rimini.
- Franklin Caicedo (†) como Padre Alonso.
- Juan Palomino como Dr. Daniel Tordeaux.
- Carolina Peleritti como Paula Encina.
- Nicole Neumann como Camila.
- Iliana Calabró como Claudia.
- Sebastián Pajoni como Gabriel.
- Jimena La Torre como Ivana.
- Horacio Dener (†) como Rodolfo Romaní.
- María Inés Batista
- David Masajnik como Abogado.
- Fernando Caride
- Beatriz Dellacasa como Irma Suárez.
- Helena Jios como Enfermera.
- Osvaldo Sanders
- Germán Silvestrini
- Héctor Sinder como Solari.
- Fabián Talín como Psicologo.
- Federico Amador
- Matías Desiderio
- Víctor Hugo Carrizo (†)
- Ricardo Puente como Doctor.
- Edward Nutkiewicz como Pedro.